# Dagenham Dave
Dagenham Dave — четвёртый трек второго студийного альбома No More Heroes британской панк-группы The Stranglers, выпущенного в 1977 году United Artists Records. Песня была написана четырьмя участниками группы в память о своём самом преданном фэне, который в трудные периоды помогал музыкантам и оказал на них значительное интеллектуальное влияние. 9 февраля 1977 года Дэйв покончил с собой, бросившись с Тауэрского моста в Темзу.

## История
«Дэйв был из другого города, вполне возможно, Манчестера», — такими словами начинается песня, посвященная его памяти. Так это и было в действительности, но своё прозвище он получил от Хью Корнуэлла, поскольку некоторое время работал на заводе Форд в Дэгенхэме.
Впервые Дэйв побывал на концерте The Stranglers в клубе Pig & Whistle, после чего взял за обыкновение бывать на каждом их выступлении. Как писал фэнзин Strangled, «Дэйв сразу же полюбил группу, потому что был — личность, а The Stranglers привлекали к себе сильных личностей».
Дэйв был сыном шахтера, воспитывался в тяжелых условиях и (как вспоминала позже Бренда, его подруга) с детства выработал в себе страстную ненависть к любой власти. По убеждениям он был пламенным социалистом. При этом по свидетельству всех участников The Stranglers, Дэйв был истинным интеллектуалом, («Dave was so far ahead…») и с настоящей страстью предавался чтению («Had read De Sade to Marx. More read than me and you…»). Бернел (француз по происхождению) утверждал, что именно Дэйв из Дэгенхэма впервые познакомил его с поэзией Рембо и Верлена.
Работа на строительстве приносила Дэйву неплохие заработки (отсюда: «Scaffolding pays good bread, it pays for drugs and kicks…»). Он проживал с Брендой в гостинице, в районе Сассекс-гарденз неподалёку от станции Бэйсуотер. Не отягощённая домашними делами, каждый вечер пара ходила в кино, в театр или на концерт. Как вспоминала Бренда (которой Хью также дал прозвище: Bren Gun), нередко случалось, что из клуба «The Nashville», где выступали The Stranglers, они направлялись на концерт Лондонского филармонического оркестра в Фестивал-холле.

…There’s certainly sickness here. But now he’s dead…
«Dagenham Dave», The Stranglers

С первого же дня знакомства с группой Дэйв понял, что у неё большой потенциал, и не уставал убеждать музыкантов в том, что их ждёт всемирная слава. Но в те дни The Stranglers переживали трудные времена, практически голодали, получая за концерт нередко лишь по 25 фунтов. Каждый раз Дэйв по окончании выступления угощал музыкантов и рабочих сцены выпивкой, а нередко и ужином, тратя подчас по 50 фунтов за вечер. Не раздумывая, он приглашал квартет к себе в гостиничный номер, если оказывалось, что им негде переночевать.
Вскоре The Stranglers стали называть Дэйва своим «фэном номер один».
О будущем группы он волновался больше, чем она сама: все её проблемы, прежде всего, финансовые, были его проблемами.
Наконец, в конце 1976 года стало ясно, что на музыкальной сцене Британии происходят важные перемены. Появились The Sex Pistols, Clash, Damned, и на концерты The Stranglers стала приходить совсем иная аудитория. Дэйву нравилась музыка «новой волны», но с панками он не имел ничего общего.
Между тем, у The Stranglers завязалась дружба с панками из района Финчли, которые своей штаб-квартирой избрали паб «Torrington» и стали завсегдатаями концертов группы. Хью называл их сначала Finchley Freds, затем переименовал в Finchley Boys — таковыми они и остались в истории лондонской панк-сцены.
Впервые позиции Дэйва в иерархии The Stranglers поколебались. В окружении группы появились более молодые, в чём-то более интересные музыкантам люди. Первым делом Дэйв подрался с Финчли-боями на концерте The Stranglers в 100 Club. Против него бились семеро; ни одна из сторон не одержала победу, но у Дэйва оказались сломаны два ребра и обнаружилась трещина в надбровье. Как вспоминали знавшие его люди, «это было началом конца».
Наступил 1977 год. The Stranglers наконец-то подписали контракт с United Artists. Это был день триумфа для всех, кто верил в них с самого начала, прежде всего для Дэйва. Он присутствовал в студии, когда записывался альбом Rattus Norvegicus, более того, смело указывал продюсеру Мартину Рашенту, каким должен быть звук. Бренда не выдержала такой жизни и переехала к матери в Сассекс. Дэйв умолял её вернуться, но уговоры были бесполезны.
До сих пор знавшие Дэйва люди расходятся во мнении относительно того, что послужило непосредственной причиной его гибели («What were his thoughts that night?…»). Жан-Жак Бёрнел уверен в том, что Дэйв не смог примириться с тем, что утратил статус, перестал быть группе необходим («It was too much for him…»). Между тем, как считали многие, Дэйв страдал раздвоением личности; более того, в разговорах упоминал о том, что однажды ему был поставлен диагноз: «параноидная шизофрения». Эта версия также нашла себе место в тексте песни («There’s certainly sickness here…»).
Как бы то ни было, 9 февраля 1977 года тело Дэйва было найдено у берегов Темзы. Он покончил с собой, бросившись в ледяную воду с Тауэрского моста.

## Участники записи
- Хью Корнуэлл — гитара, бэк-вокал
- Жан-Жак Бернел — бас-гитара, вокал
- Дэйв Гринфилд — клавишные, бэк-вокал
- Джет Блэк — ударные